# Isaac Mallet
Pour les autres membres de la famille, voir Famille Mallet.
Isaac Mallet (18 octobre 1684, Genève - 4 juin 1779) est un banquier genevois, fondateur de la Banque Mallet.

## Biographie
Isaac Mallet s'établit en 1711 à Paris, où il représente les intérêts de Gédéon Mallet, un de ses parents, porteur de créances sur le Trésor royal, comme fondé de pouvoir de la maison « Gédéon Mallet, Cramer et Cie ».
Deux ans après son arrivée dans la capitale française, il fonde à Paris une maison de banque avec son cousin Antoine de La Rive, dont il se sépare en 1718, méfiant envers le système de Law et préférant rester banquier commissionnaire. La banque prend alors le nom d'« Isaac Mallet et Cie », puis, s'associant à son beau-frère Robert Dufour, le nom de « Dufour et Mallet ».
Il devient membre du Conseil des Deux-Cents en 1734.
Il est le père du banquier Jacques Mallet (1724-1815) (lui-même père de Guillaume Mallet et d'Isaac Mallet (1763-1815)).